# Тігнолл (Джорджія)
Тігнолл (англ. Tignall) — місто (англ. town) в США, в окрузі Вілкс штату Джорджія. Населення — 485 осіб (2020).

## Географія
Тігнолл розташований за координатами 33°52′1″ пн. ш. 82°44′32″ зх. д. / 33.86694° пн. ш. 82.74222° зх. д. (33.866962, -82.742146).  За даними Бюро перепису населення США в 2010 році місто мало площу 7,23 км², з яких 7,13 км² — суходіл та 0,10 км² — водойми.

## Демографія
Згідно з переписом 2010 року, у місті мешкало 546 осіб у 240 домогосподарствах у складі 142 родин. Густота населення становила 76 осіб/км².  Було 305 помешкань (42/км²).
Расовий склад населення:
| - 49,6 % — чорних або афроамериканців - 49,1 % — білих |

До двох чи більше рас належало 1,3 %. Частка іспаномовних становила 1,3 % від усіх жителів.
За віковим діапазоном населення розподілялося таким чином: 20,3 % — особи молодші 18 років, 60,7 % — особи у віці 18—64 років, 19,0 % — особи у віці 65 років та старші. Медіана віку мешканця становила 44,7 року. На 100 осіб жіночої статі у місті припадало 90,2 чоловіків;  на 100 жінок у віці від 18 років та старших — 85,9 чоловіків також старших 18 років.
Середній дохід на одне домашнє господарство  становив 39 710 доларів США (медіана — 26 750), а середній дохід на одну сім'ю — 46 528 доларів (медіана — 37 083). За межею бідності перебувало 35,2 % осіб, у тому числі 39,2 % дітей у віці до 18 років та 25,3 % осіб у віці 65 років та старших.
Цивільне працевлаштоване населення становило 167 осіб. Основні галузі зайнятості: виробництво — 35,3 %, освіта, охорона здоров'я та соціальна допомога — 21,0 %, сільське господарство, лісництво, риболовля — 6,0 %, мистецтво, розваги та відпочинок — 4,2 %.